# Andrzej Starzyński

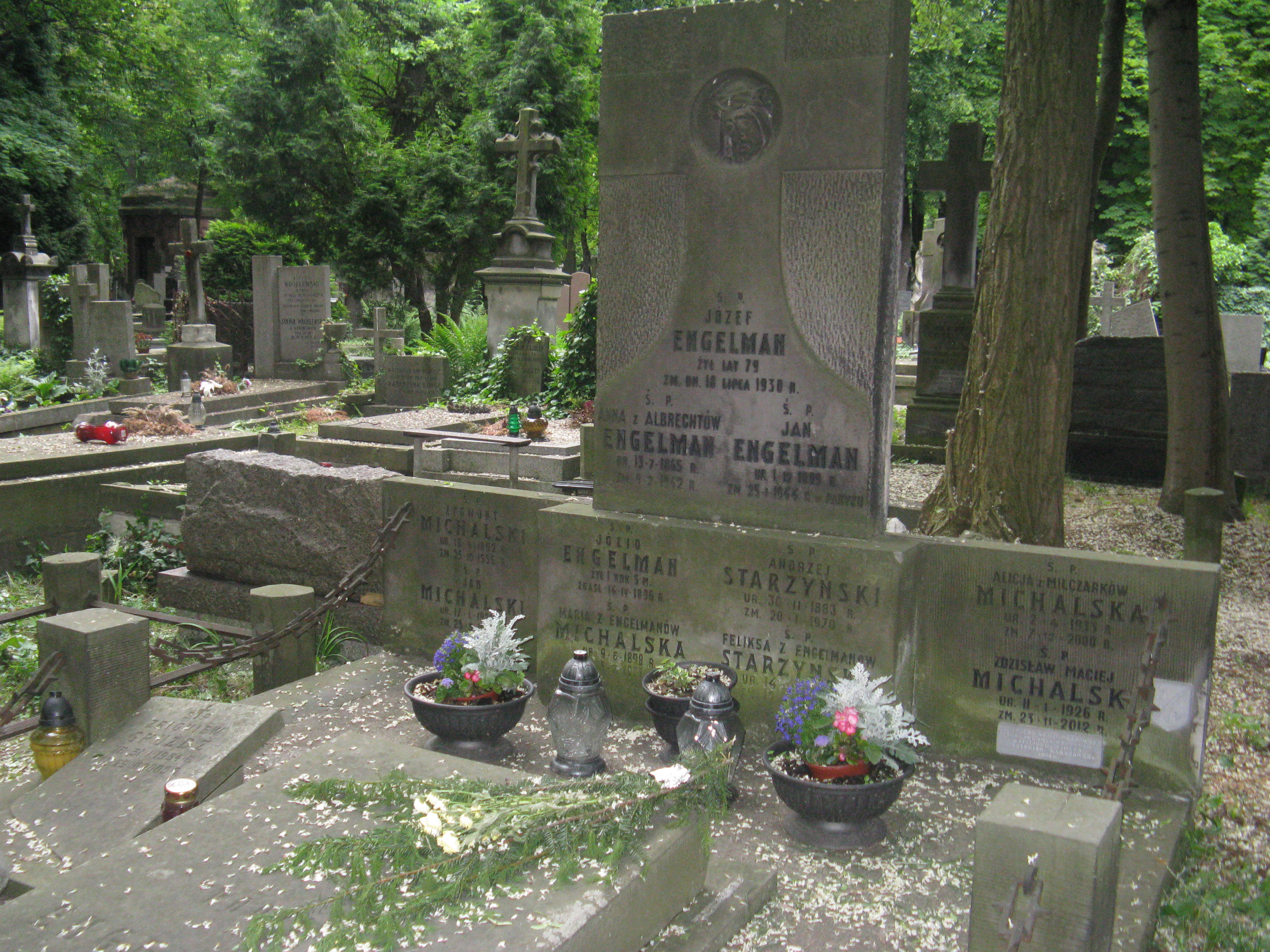
Grób Andrzeja Starzyńskiego na cmentarzu Powązkowskim

Andrzej Starzyński (ur. 30 listopada 1883 w Lublinie, zm. 20 stycznia 1970 w Warszawie) – polski nauczyciel, działacz oświatowy, harcmistrz. 

## Życiorys
We wczesnym okresie pracy nauczycielskiej pracował w Szkole Realnej w Pabianicach. W latach 1919−1924 pracował jako nauczyciel gimnastyki w Państwowym Gimnazjum im. Stefana Batorego w Warszawie, następnie (od 1924) nauczyciel tego samego przedmiotu w Gimnazjum im. Jana Zamoyskiego.
W 1912 uczestnik pierwszych kursów skautowych w Królestwie Polskim. W aktywnej służbie harcerskiej od 1918, kiedy ukończył kurs instruktorski w Staszowie. W listopadzie 1920 założył w Gimnazjum im. Stefana Batorego 36 Warszawską Drużynę Harcerzy, później znaną jako 23 WDH "Pomarańczarnia" (po zmianie numeru na 23 WDH w 1924; drużyna przyszłych bohaterów Kamieni na szaniec). Sprawował funkcję drużynowego 36 WDH do 1923. Do 1939 pełnił funkcje instruktorskie w komendach Warszawskiej Chorągwi Harcerzy i Mazowieckiej Chorągwi Harcerzy, działał także jako instruktor zuchowy. Uczestnik światowych jamboree skautowych w Arrowe Park (1929) i  Gödöllő (1933). Wieloletni opiekun i współpracownik 2 Warszawskiej Drużyny Harcerzy im. Reytana. W czasie okupacji współpracował w podziemiu z instruktorami Szarych Szeregów.
Przed II wojną światową działał w Towarzystwie Nauczycieli Szkół Średnich i Wyższych, m.in. kierował sekcją wychowania fizycznego Oddziału Warszawskiego TNSW. 
Po wojnie na emeryturze. Wraz z żoną Feliksą z Engelmanów (1897-1974, również nauczycielką i instruktorką harcerską) pochowany na cmentarzu Powązkowskim w Warszawie (kw. 75-4-16/17).
Autor książki Gry sportowe (1923, współautorzy: Władysław Olędzki i Kazimierz Kindler).